# 陳謨 (嘉靖癸未進士)
陳謨（1483年—？年），字師禹，四川重庆府巴縣人，民籍。

## 生平
治《書經》，行三，嘉靖元年（1522年）四川鄉試第四十二名舉人，年四十一歲中式嘉靖二年（1523年）癸未科會試第一百二十六名，第三甲第六十八名進士。授西安府長安縣知縣，升任南京工部主事，督修南京太庙。官至湖广岳州府、德安府知府。

## 家族
曾祖陳文惠。祖父陳希。父陳仲實。母劉氏。慈侍下。兄恩、詔、弟舜。